# Androctonus
Андроктонус (лат. Androctonus, от др.-греч. ἀνδροκτόνος — убивающий мужчин) — род скорпионов семейства бутид, представители которого являются одними из самых опасных среди всех видоврайон
- Androctonus finitimus (Pocock, 1897)
- Androctonus gonneti Vachon, 1948
- Androctonus hoggarensis (Pallary, 1929)
- Androctonus liouvillei (Pallary, 1924)
- Androctonus maelfaiti Lourenço, 2005
- Androctonus mauritanicus (Pocock, 1902)
- Androctonus maroccanus Lourenço, Ythier & Leguin, 2009
- Androctonus sergenti (Vachon, 1948)
- Androctonus togolensis Lourenço, 2008